# Sismo de 2003 em Fiordelândia
O sismo  de 2003 em Fiordelândia atingiu a remota região de Fiordelândia na Ilha Sul da Nova Zelândia em 22 de agosto de 2003, às 00:12 UTC +12. O epicentro foi a 12 quilômetros de profundidade, próximo à Ilha Secretary, na entrada do fiorde Doubtful Sound [en]. Com magnitude de 7,2 Ms, o terremoto foi um dos maiores do país durante anos e o maior terremoto raso desde o terremoto de 1968 em Inangahua. Após duas horas, às 02:12, houve uma réplica seguida de tremores menores nos dias subsequentes; dois meses após o terremoto, mais de 8.000 réplicas foram registradas.
A Fiordelândia é uma das regiões sismicamente ativas do país, segundo o sismólogo Dr. Warwick Smith, do GNS Science, pois os terremotos são um mecanismo de alívio das tensões resultantes do choque entre as placas tectônicas australiana e do Pacífico, com a placa do Pacífico subductando sob a placa australiana.
Em agosto de 2004, outro grande terremoto de magnitude 7,1 Mw ocorreu em Fiordelândia no mesmo local de um terremoto de magnitude 6,7 Ms em 10 de agosto de 1993.

## Terremoto
O terremoto de magnitude 7,2 ocorreu em 22 de agosto de 2003, com epicentro próximo à Ilha Secretary em Fiordelândia. Foi o maior terremoto raso com essa magnitude na Nova Zelândia durante 35 anos.
Mais de 8.000 réplicas foram registradas nos dois meses seguintes ao terremoto principal. Destas, 23 tiveram no mínimo 5 de magnitude, e a maior alcançou 6,1.

## Danos
A Comissão de Terremotos da Nova Zelândia recebeu cerca de 3.000 reclamações de danos, totalizando $ 10,5 milhões. A maioria dos danos ocorreu na cidade de Te Anau [en], com cerca de 64% dos residentes relatando danos, em sua maioria menores. A cerca de 70 km a sudeste da cidade, os moradores sentiram o terremoto intensamente, com itens caindo de prateleiras em lojas e residências. No geral, os prejuízos foram poucos, com algumas chaminés rachadas ou quebradas de Te Anau a Manapouri. O terremoto também causou rachaduras no concreto da estrutura de controle do Lago Te Anau e deslizamentos na Trilha Kepler.
Uma equipe de geólogos liderada por Ian Turnbull investigou e relatou "deslizamentos em grande escala". Eles registraram pelo menos 200 deslizamentos de terra após sobrevoar 70% do centro e oeste de Fiordelândia. O GNS Science registrou no mínimo 400 deslizamentos até novembro de 2003.
Houve também um tsunami, que ocorreu em dois locais distintos. Um deles foi causado por um deslizamento de terra, teve uma extensão de 4 a 5 metros, afetou vários metros do Charles Sound e danificou um cais. A outra parte foi registrada até Port Kembla, na costa leste da Austrália, com uma amplitude de 0,17 metros.
O terremoto também causou liquefação em vários locais, como na costa do Lago Te Anau [en]. Entretanto, comparado a outros grandes terremotos na Nova Zelândia, a liquefação foi menor.

## Resposta
Dentro de 48 horas após o terremoto, dois sismógrafos portáteis foram instalados próximos ao epicentro para registrar réplicas. Mais sismógrafos portáteis foram usados posteriormente.